# Teorema lui Stokes
Teorema lui Stokes din geometria diferențială este o afirmație despre integrarea formelor diferențiale care generalizează câteva teoreme din calculul vectorial. 
Își trage numele de la Sir George Gabriel Stokes (1819–1903), deși primul care a enunțat această teoremă a fost William Thomson (Lord Kelvin) și apare într-o scrisoare a acestuia către Stokes. Teorema a fost numită după Stokes din cauza obiceiului acestuia de a o include în examenele Cambridge cerând studenților să demonstreze această teoremă la un examen (din 1854). Nu se știe dacă a reușit vreunul din ei.

## Introducere
Teorema fundamentală a calculului integral spune că integrala unei funcții f pe intervalul [a, b] poate fi calculată prin găsirea unei primitive F a lui f:
{\displaystyle \int _{a}^{b}f(x)\,\mathrm {d} x=F(b)-F(a).}
Teorema lui Stokes este o generalizare a acestei teoreme în următorul sens.
- Se alege F, {\displaystyle {\frac {dF}{dx}}=f}. În limbajul formelor diferențiale, se spune că f(x) dx este derivata exterioară a funcției F: dF = f dx. Teorema lui Stokes se aplică formelor diferențiale superioare {\displaystyle \omega } în loc de F.
- Intervalul deschis (a, b) este o varietate unidimensională. Limita sa este mulțimea care constă din cele două puncte a și b. Integrarea lui f pe acel interval poate fi generalizată la integrarea unor forme pe o varietate superior dimensională. Sunt necesare două condiții tehnice: varietatea trebuie să fie orientabilă, iar forma trebuie să aibă suport compact pentru a da o integrală bine definită.
- Cele două puncte a și b formează frontiera intervalului deschis. Mai general, teorema lui Stokes se aplică la varietățile orientate M cu frontieră. Frontiera ∂M a lui M este ea însăși o varietate și moștenește o orientare naturală de la varietatea a cărei frontieră este. De exemplu, orientarea naturală a intervalului dă o orientare a celor două puncte de frontiera. Intuitiv, a moștenește orientarea inversă decât cea a lui b, întrucât se află la capete opuse ale intervalului. Deci, "integrând" F peste cele două puncte de frontieră a, b înseamnă calcularea diferenței F(b) − F(a).

Astfel, teorema fundamentală spune:
{\displaystyle \int _{(a,b)}f(x)\,dx=\int _{(a,b)}dF=\int _{\{a\}^{-}\cup \{b\}^{+}}F=F(b)-F(a).}

## Formulare generală
Fie M o varietate orientată derivabilă pe porțiuni de dimensiune n și fie {\displaystyle \omega } o formă n−1 care este formă diferențială cu suport compact pe M de clasă C1. Dacă se notează cu ∂M frontiera lui M cu orientarea indusă, atunci
{\displaystyle \int _{M}\mathrm {d} \omega =\oint _{\partial M}\omega .\!\,}
Aici d este derivata exterioară, definită folosind doar structura varietății.
Teorema este adesea folosită în situații în care M este o subvarietate orientată a unei varietăți mai mari pe care forma {\displaystyle \omega } este definită.

## Considerente topologice
Teorema se extinde ușor la combinații liniare de subvarietăți derivabile pe porțiuni, așa-numitele lanțuri. Teorema lui Stokes arată apoi că formele închise definite până la o formă exactă pot fi integrate pe lanțuri definite doar până la o frontieră.

## Cazuri speciale
Forma generală a teoremei lui Stokes cu forme diferențiale este mai puternică și mai ușor de folosit decât cazurile speciale. Deoarece în coordonate carteziene versiunile tradiționale pot fi formulate fără instrumentele geometriei diferențiale, ele sunt mai accesibile și au denumiri mai familiare. Formele tradiționale sunt adesea considerate mai convenabile de ingineri și oameni de știință dar lipsa de naturalețe a formulărilor tradiționale devine aparentă atunci când se folosesc alte sisteme de coordonate, chiar unele familiare ca cele sferice sau cilindrice. Există un potențial de confuzie în felul în care sunt aplicate denumirile, și utilizarea formulărilor duale.

### Teorema Kelvin-Stokes

O ilustrare a teoremei Kelvin-Stokes cu suprafaţa frontiera ei şi orientarea

Acesta este cazul 1+1 dimensional dualizat (dualizat pentru că este o afirmație despre câmpurile vectoriale). Acest caz special este adesea denumit teorema lui Stokes în multe cursuri universitare de introducere în calculul vectorial.
Teorema Kelvin-Stokes clasică:
{\displaystyle \int _{\Sigma }\nabla \times \mathbf {F} \cdot d\mathbf {\Sigma } =\oint _{\partial \Sigma }\mathbf {F} \cdot d\mathbf {r} ,}
ceea ce leagă integrala de suprafață a rotorului unui câmp vectorial pe o suprafață {\displaystyle \Sigma } în spațiul tridimensional euclidian de integrala curbilinie a câmpului vectorial pe frontiera acelei suprafețe, este doar un caz special al teoremei lui Stokes generale (unde n = 2). Curba pe care se calculează integrala curbilinie ({\displaystyle \partial \Sigma }) trebuie să aibă orientare pozitivă, astfel încât {\displaystyle d\mathbf {r} } se mișcă în sens trigonometric la parcurgere când suprafața normală ({\displaystyle d\mathbf {\Sigma } }) e îndreptată spre privitor, conform regulii mâinii drepte.
Poate fi rescrisă și ca
{\displaystyle \iint \limits _{\Sigma }\left({\frac {\partial R}{\partial y}}-{\frac {\partial Q}{\partial z}}\right)\,dy\,dz+\left({\frac {\partial P}{\partial z}}-{\frac {\partial R}{\partial x}}\right)\,dz\,dx+\left({\frac {\partial Q}{\partial x}}-{\frac {\partial P}{\partial y}}\right)\,dx\,dy=\oint \limits _{\partial \Sigma }P\,dx+Q\,dy+R\,dz}
unde P, Q și R sunt componentele lui F.
Aceste variante sunt folosite mai frecvent:
{\displaystyle \int _{\Sigma }\left(g\left(\nabla \times \mathbf {F} \right)+\left(\nabla g\right)\times \mathbf {F} \right)\cdot d\mathbf {\Sigma } =\oint _{\partial \Sigma }g\mathbf {F} \cdot d\mathbf {r} ,}
{\displaystyle \int _{\Sigma }\left(\mathbf {F} \left(\nabla \cdot \mathbf {G} \right)-\mathbf {G} \left(\nabla \cdot \mathbf {F} \right)+\left(\mathbf {G} \cdot \nabla \right)\mathbf {F} -\left(\mathbf {F} \cdot \nabla \right)\mathbf {G} \right)\cdot d\mathbf {\Sigma } =\oint _{\partial \Sigma }\left(\mathbf {F} \times \mathbf {G} \right)\cdot d\mathbf {r} .}

#### În electromagnetism
Două din cele patru ecuații ale lui Maxwell implică rotorii unor câmpuri vectoriale în 3-D, iar formele lor integrale și diferențiale sunt legate prin teorema Kelvin-Stokes:
| Nume                                        | Forma diferențială | Forma integrală (conform teoremei Kelvin-Stokes) |
| ------------------------------------------- | --- | --- |
| Legea inducției a lui Faraday:              | {\displaystyle \nabla \times {\overrightarrow {E}}=-{\frac {\partial {\overrightarrow {B}}}{\partial t}}}                      | {\displaystyle \oint _{C}{\overrightarrow {E}}\cdot d{\overrightarrow {l}}=\int _{S}\nabla \times {\overrightarrow {E}}\cdot d{\overrightarrow {A}}=-\ {d \over dt}\int _{S}{\overrightarrow {B}}\cdot d{\overrightarrow {A}}}                                                         |
| Legea lui Ampère (cu extensia lui Maxwell): | {\displaystyle \nabla \times {\overrightarrow {H}}={\overrightarrow {J}}+{\frac {\partial {\overrightarrow {D}}}{\partial t}}} | {\displaystyle \oint _{C}{\overrightarrow {H}}\cdot d{\overrightarrow {l}}=\int _{S}\nabla \times {\overrightarrow {H}}\cdot d{\overrightarrow {A}}=\int _{S}{\overrightarrow {J}}\cdot d{\overrightarrow {A}}+{d \over dt}\int _{S}{\overrightarrow {D}}\cdot d{\overrightarrow {A}}} |

### Teorema divergenței
La fel, teorema divergenței (sau teorema Gauss-Ostrogradski)
{\displaystyle \int _{\mathrm {Vol} }\nabla \cdot \mathbf {F} \ d_{\mathrm {Vol} }=\oint _{\partial \mathrm {Vol} }\mathbf {F} \cdot d\mathbf {\Sigma } }
este un caz special dacă se identifică un câmp vectorial cu forma n−1 obținută prin contracția câmpului vectorial cu forma de volum euclidiană.

### Teorema lui Green
Teorema lui Green se recunoaște imediat ca fiind al treilea integrand din ambele părți ale integralei cu P, Q, și R de mai sus.